# Okręg wyborczy Hughes
Okręg wyborczy Hughes (ang. Division of Hughes) – jednomandatowy okręg wyborczy do Izby Reprezentantów Australii, położony w południowej części Sydney. Powstał w 1955, zaś jego patronem jest były premier Australii Billy Hughes. W pierwszych dekadach swego istnienia okręg był uważany za bezpieczny dla Australijskiej Partii Pracy, ale od 1996 pozostaje pod stałą kontrolą Liberalnej Partii Australii.

## Lista posłów
| okres urzędowania | poseł          | przynależność              |
| ----------------- | -------------- | -------------------------- |
| 1955-1966         | Les Johnson    | Australijska Partia Pracy  |
| 1966-1969         | Don Dobie      | Liberalna Partia Australii |
| 1969-1983         | Les Johnson    | Australijska Partia Pracy  |
| 1984-1996         | Robert Tickner | Australijska Partia Pracy  |
| 1996-2010         | Danna Vale     | Liberalna Partia Australii |
| od 2010           | Craig Kelly    | Liberalna Partia Australii |

Źródło: 

## Dawne granice

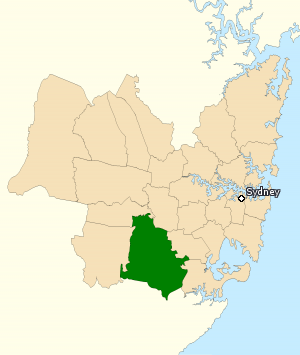
Okręg w granicach z 2010 roku